# Devarodes subtincta
Devarodes subtincta là một loài bướm đêm trong họ Geometridae.